# Markus Gickler
Markus Gickler (* 5. Juni 1966 in Köln) ist ein ehemaliger deutscher Kanute.
Der 2,03 Meter große Gickler errang in den Jahren 1991, 1993, 1995 und 1996 jeweils den Weltmeistertitel im Wildwasserkajak. Zudem wurde er 1991 und 1993 Weltcup-Sieger. Seiner umfangreichen Titelsammlung konnte er auch zwölf Deutsche Meistertitel und die Welt- und Europameistertitel im Team hinzufügen. Mittlerweile ist Markus Gickler Lehrer für Erdkunde und Sport an der Schule Gymnasium Zum Altenforst in Troisdorf.